# Veronica Guerin – I sanningens tjänst
Veronica Guerin – I sanningens tjänst är en irländsk dramafilm från 2003. Filmen är regisserad av Joel Schumacher och producerad av Jerry Bruckheimer.

## Handling
Filmen handlar om den irländska journalisten Veronica Guerin (Cate Blanchett), som skriver för Sunday Independent. Hon har bedrivit grävande journalistik och publicerat artiklar om droghandeln i Dublin. Hennes artiklar retar upp drogmaffian, och hon får ta emot flera dödshot.

## Rollista
| Cate Blanchett     | – Veronica Guerin    |
| Gerard McSorley    | – John Gilligan      |
| Ciarán Hinds       | – John Traynor       |
| Brenda Fricker     | – Bernie Guerin      |
| Don Wycherley      | – Chris Mulligan     |
| Barry Barnes       | – Graham Turley      |
| Simon O'Driscoll   | – Cathal Turley      |
| Emmet Bergin       | – Aengus Fanning     |
| Charlotte Bradley  | – Anne Harris        |
| Mark Lambert       | – Willie Kealy       |
| Garrett Keogh      | – Tony Gregory       |
| Maria McDermottroe | – Geraldine Gilligan |
| Paudge Behan       | – Brian Meehan       |